# Monrovija
Monrovija (angleško Monrovia) je glavno mesto Liberije v Zahodni Afriki in z 970.824 prebivalci širšega mestnega območja (po popisu leta 2008) daleč največje naselje v državi, v katerem živi skoraj tretjina Liberijcev. Leži ob obali Atlantskega oceana na rtu Mesurado, ob ustju reke Svetega Pavla, in je politično ter gospodarsko središče Liberije.

## Gospodarstvo
Globoko umetno pristanišče je eno najpomembnejših transportnih vozlišč Zahodne Afrike, kjer pretovarjajo večino liberijskega izvoza (guma, palmova semena, zlato, železova ruda), zaradi česar predstavlja gonilo mestne ekonomije, na ta račun je Monrovija tudi gospodarsko središče države. Še pomembnejši vir zaslužka predstavlja kot matično pristanišče velikega dela svetovne flote tovornih ladij; liberijski register ladij je odprt in eden najcenejših ter najmanj reguliranih, zato je bilo v Monroviji pod t. i. zastavo ugodnosti leta 2012 formalno registriranih okrog 3500 ladij iz različnih držav (več je bilo registriranih samo še v Panami), od tega 500 ali več kot desetina tankerjev na svetu. Kljub nizki ceni registracije predstavlja ta prihodek četrtino vseh tujih investicij v Liberiji.
Druge pomembnejše industrijske panoge v Monroviji so še predelava nafte, konzerviranje tunine in proizvodnja zdravil, barve ter cementa.

## Zgodovina
Mesto so leta 1822 ustanovili afroameriški priseljenci, ki so tja prišli po iniciativi Ameriške kolonizacijske družbe (American Colonization Society), kot rešitev vprašanja osvobojenih sužnjev v Združenih državah Amerike. Ime je dobila po takratnem ameriškem predsedniku Jamesu Monroeju, aktivnemu podporniku zamisli o izseljevanju osvobojenih sužnjev v Afriko. Pri upravljanju naseljenih ozemelj so imeli novi priseljenci glavno vlogo, vendar so tu živeli tudi predstavniki avtohtonih ljudstev Dei in Bassa. Z leti so se priselili še predstavniki drugih lokalnih ljudstev in prebivalci sosednjih držav.
Pristanišče je zaradi strateškega pomena zgradila ameriška vojska med drugo svetovno vojno.
Mesto je skupaj s preostankom države prizadel državljanski konflikt, ki se je pričel leta 1989 in s presledki trajal skoraj 15 let. Kot sedež vladnih sil in izhodišče mednarodne mirovne operacije je bilo edino mesto v državi, ki ga uporniki niso v celoti zavzeli. Prav v Monroviji je leta 2003 Leymah Gbowee organizirala množičen protest žensk za mir in pomagala strmoglaviti predsednika Charlesa Taylorja (za svojo vlogo pri končanju državljanske vojne je leta 2011 prejela Nobelovo nagrado za mir).